# Анджело Ск'явіо
Анджело Ск'явіо (італ. Angelo Schiavio, * 15 жовтня 1905, Болонья — † 17 вересня 1990, Болонья) — колишній італійський футболіст, нападник. По завершенні ігрової кар'єри — футбольний тренер.
Як гравець насамперед відомий виступами за клуб «Болонья», а також національну збірну Італії.
Чотириразовий чемпіон Італії. Дворазовий володар Кубка Мітропи. У складі збірної — чемпіон світу.

## Клубна кар'єра
У дорослому футболі дебютував 1922 року виступами за команду клубу «Болонья», кольори якої і захищав протягом усієї своєї кар'єри гравця, що тривала цілих сімнадцять років. Більшість часу, проведеного у складі «Болоньї», був основним гравцем атакувальної ланки команди. У складі «Болоньї» був одним з головних бомбардирів команди, маючи середню результативність на рівні 0,7 голу за гру першості. За цей час чотири рази виборював титул чемпіона Італії, ставав володарем Кубка Мітропи (двічі).

## Виступи за збірну
1925 року дебютував в офіційних матчах у складі національної збірної Італії. Протягом кар'єри у національній команді, яка тривала 10 років, провів у формі головної команди країни лише 21 матч, забивши 15 голів.
У складі збірної був учасником футбольного турніру на Олімпійських іграх 1928 року в Амстердамі, на якому команда здобула бронзові нагороди, а також домашнього чемпіонату світу 1934 року, де італійці вибороли титул чемпіонів світу. Став героєм фінального матчу цього турніру проти збірної Чехословаччини. Основний час зустрічі завершився унічию 1:1, а у додатковий час саме гол Анджело Ск'явіо приніс італійській збірній перемогу у цій грі і перший титул найсильнішої футбольної збірної світу.

## Кар'єра тренера
Розпочав тренерську кар'єру, ще продовжуючи грати на полі, протягом 1933—1934 років входив до тренерського штабу свого клубу «Болонья». Згодом, у 1946, також допомагав готувати цю команду.
1953 року був запрошений до складу Тренерської ради, яка займалася підготовкою національної збірної Італії. Протягом наступних років перелік персоналій, що входили до цього колегіального тренерського органу неодноразово змінювався, втім Ск'явіо незмінно перебував у його складі до 1958 року.
| Дата       | Місто     | Господарі | Результат  | Гості          | Турнір                   | Голи | Примітки        |
| ---------- | --------- | --------- | ---------- | -------------- | ------------------------ | ---- | --------------- |
| 04/11/1925 | Падуя     | Італія    | 2 – 1      | Югославія      | товариський матч         | 2    |                 |
| 18/04/1926 | Цюрих     | Швейцарія | 1 – 1      | Італія         | товариський матч         | -    |                 |
| 09/05/1926 | Мілан     | Італія    | 3 – 2      | Швейцарія      | товариський матч         | 1    |                 |
| 17/04/1927 | Турин     | Італія    | 3 – 1      | Португалія     | товариський матч         | -    |                 |
| 01/01/1928 | Генуя     | Італія    | 3 – 2      | Швейцарія      | Кубок Центральної Європи | -    |                 |
| 01/06/1928 | Амстердам | Іспанія   | 1 – 1 д.ч. | Італія         | ОІ 1928                  | -    |                 |
| 04/06/1928 | Амстердам | Іспанія   | 1 – 7      | Італія         | ОІ 1928                  | 1    |                 |
| 07/06/1928 | Амстердам | Уругвай   | 3 – 2      | Італія         | ОІ 1928                  | -    |                 |
| 10/06/1928 | Амстердам | Єгипет    | 3 – 11     | Італія         | ОІ 1928                  | 3    |                 |
| 03/03/1929 | Болонья   | Італія    | 4 – 2      | Чехословаччина | Кубок Центральної Європи | -    |                 |
| 07/04/1929 | Відень    | Австрія   | 3 – 0      | Італія         | Кубок Центральної Європи | -    |                 |
| 28/04/1929 | Турин     | Італія    | 1 – 2      | Німеччина      | товариський матч         | -    | 20'             |
| 10/04/1932 | Париж     | Франція   | 1 – 2      | Італія         | товариський матч         | -    |                 |
| 01/01/1933 | Болонья   | Італія    | 3 – 1      | Німеччина      | товариський матч         | 1    | Капітан команди |
| 02/04/1933 | Женева    | Швейцарія | 0 – 3      | Італія         | Кубок Центральної Європи | 2    |                 |
| 07/05/1933 | Флоренція | Італія    | 2 – 0      | Чехословаччина | Кубок Центральної Європи | 1    |                 |
| 13/05/1933 | Рим       | Італія    | 1 – 1      | Англія         | товариський матч         | -    |                 |
| 27/05/1934 | Рим       | Італія    | 7 – 1      | США            | ЧС 1934 - 1/8 фіналу     | 3    |                 |
| 31/05/1934 | Флоренція | Італія    | 1 – 1 д.ч. | Іспанія        | ЧС 1934 - чвертьфінал    | -    |                 |
| 03/06/1934 | Мілан     | Італія    | 1 – 0      | Австрія        | ЧС 1934 - півфінал       | -    |                 |
| 10/06/1934 | Рим       | Італія    | 2 – 1 д.ч. | Чехословаччина | ЧС 1934 - Фінал          | 1    | чемпіони світу  |
| Усього     |           | Матчів    | 21         |                | Голів (17 місце)         | 15   |                 |

### Статистика виступів у кубку Мітропи
| №                      | Розіграш               | Стадія                 | Дата та місце проведення | Команда 1              | Рахунок                                              | Команда 2         | Голи та інші дії |
| ---------------------- | ---------------------- | ---------------------- | ------------------------ | ---------------------- | ---------------------------------------------------- | ----------------- | ---------------- |
| 1                      | 1932                   | 1/4                    | 10.06.1932, Болонья      | Болонья                | 5:0                                                  | Спарта (Прага)    | 43'              |
| 2                      | 1932                   | 1/2                    | 10.07.1932, Болонья      | Болонья                | 2:0 [Архівовано 25 лютого 2021 у Wayback Machine.]   | Ферст Вієнна      | Капітан команди  |
| 3                      | 1932                   | 1/2                    | 17.07.1932, Відень       | Ферст Вієнна           | 1:0 [Архівовано 25 лютого 2021 у Wayback Machine.]   | Болонья           | Капітан команди  |
| 4                      | 1934                   | 1/8                    | 17.06.1934, Болонья      | Болонья                | 2:0 [Архівовано 5 травня 2021 у Wayback Machine.]    | Бочкаї (Дебрецен) | 31'              |
| 5                      | 1934                   | 1/8                    | 24.06.1934, Будапешт     | Бочкаї (Дебрецен)      | 2:1 [Архівовано 5 травня 2021 у Wayback Machine.]    | Болонья           | Капітан команди  |
| 6                      | 1934                   | 1/4                    | 1.07.1934, Болонья       | Болонья                | 6:1 [Архівовано 25 лютого 2021 у Wayback Machine.]   | Рапід (Відень)    | 30' 75'          |
| 7                      | 1934                   | 1/2                    | 15.07.1934, Будапешт     | Ференцварош            | 1:1 [Архівовано 5 травня 2021 у Wayback Machine.]    | Болонья           | Капітан команди  |
| 8                      | 1934                   | 1/2                    | 22.07.1934, Болонья      | Болонья                | 5:1 [Архівовано 5 травня 2021 у Wayback Machine.]    | Ференцварош       | 47' 50'          |
| 9                      | 1934                   | Фінал                  | 9.09.1934, Болонья       | Болонья                | 5:1 [Архівовано 25 лютого 2021 у Wayback Machine.]   | Адміра (Відень)   | Капітан команди  |
| 10                     | 1936                   | 1/8                    | 21.06.1936, Болонья      | Болонья                | 2:1 [Архівовано 5 листопада 2020 у Wayback Machine.] | Аустрія (Відень)  | 22'              |
| 11                     | 1937                   | 1/8                    | 13.06.1937, Болонья      | Болонья                | 1:2 [Архівовано 25 лютого 2021 у Wayback Machine.]   | Аустрія (Відень)  | Капітан команди  |
| 12                     | 1937                   | 1/8                    | 25.06.1937, Відень       | Аустрія (Відень)       | 5:1 [Архівовано 5 листопада 2020 у Wayback Machine.] | Болонья           | 90'              |
| Всього в кубку Мітропи | Всього в кубку Мітропи | Всього в кубку Мітропи | Всього в кубку Мітропи   | Всього в кубку Мітропи | 12                                                   | Голи              | 8                |

## Титули і досягнення

### Командні
- Чемпіон Італії (4):

«Болонья»: 1924/1925, 1928/1929, 1935/1936, 1936/1937
- Володар Кубка Мітропи (2):

«Болонья»: 1932, 1934
- Чемпіон світу (1):

Італія: 1934
- Володар Кубка Центральної Європи (2):

Італія: 1927-1930, 1933-1935
- Бронзовий олімпійський призер: 1928

### Особисті
- Найкращий бомбардир Серії A (1):

1931/1932 (25)